# Пшитули (Венґожевський повіт)
Пшитули (пол. Przytuły, нім. Kleinkutten) — село в Польщі, у гміні Позездже Венґожевського повіту Вармінсько-Мазурського воєводства.
Населення — 73 особи (2011).
У 1975-1998 роках село належало до Сувальського воєводства.

## Демографія
Демографічна структура станом на 31 березня 2011 року:
|          | Загалом | Допрацездатний вік | Працездатний вік | Постпрацездатний вік |
| -------- | ------- | ------------------ | ---------------- | -------------------- |
| Чоловіки | 33      | 5                  | 25               | 3                    |
| Жінки    | 40      | 7                  | 20               | 13                   |
| Разом    | 73      | 12                 | 45               | 16                   |